# آرائیک گریگوریان
آرائیک تیموری گریگوریان (Արայիկ Թեմուրի Գրիգորյան؛ زادهٔ ۱۰ مهٔ ۱۹۶۳) یک سیاستمدار اهل ارمنستان است که از تاریخ ۲۰۰۳ تا تاریخ ۲۰۱۸ سمت نمایندگی دوره‌های سوم تا ششم مجلس ملی جمهوری ارمنستان را برعهده داشت.

## زندگی‌نامه
در ۱۰ مهٔ ۱۹۶۳ در آوشار به دنیا آمد و از دانشگاه دولتی علم اقتصاد ارمنستان فارغ‌التحصیل شد. 